# Wysokie loty (film 1978)
Wysokie loty – polski film społeczno-obyczajowy z 1978 roku w reż. Ryszarda Filipskiego. 

## Opis fabuły
PRL II połowa lat 70. Do przedsiębiorstwa "Tokar" przybywa nowo mianowany dyrektor – Matusiak. Ten inteligentny, socjalistyczny technokrata działa operatywnie, czyni wrażenie przełożonego bezwzględnego, ale rzeczowego, dbającego o dyscyplinę w trosce o lepsze wyniki produkcyjne. Początkowo zyskuje sobie przychylność sekretarza zakładowej POP Średniawy. Jednak gdy ten przekonuje się, że nowemu dyrektorowi chodzi tylko o własny interes kosztem dobra zakładu (Matusiak buduje kolejną willę, bezprawnie wykorzystując do tego zakładowe materiały budowlane), pod presją jego i załogi Matusiak zmuszony jest odejść ze stanowiska. 
W tym samym czasie syn Średniawy – Janusz, młody i utalentowany konstruktor lotniczy, pracuje nad prototypem małego, taniego w produkcji i eksploatacji samolotu o nazwie "Don Kichot". Z powodu barier biurokratycznych i niechęci urzędników, zmuszony jest budować samolot własnym sumptem w niedużym mieszkaniu. Dzięki pomocy przyjaciół i rodziny, budowany od podstaw projekt zostaje szczęśliwie ukończony i nielegalnie oblatany. Interwencja członka KC partii załatwiona dzięki życzliwości przyjaciół i entuzjastów projektu Janusza, powoduje, że "Don Kichot" w końcu legalnie wzbija się w powietrze.      

## Obsada aktorska
- Jerzy Aleksander Braszka – Wojciech Średniawa
- Jerzy Złotnicki – Matusiak
- Tomasz Borkowy – syn Średniawy
- Bożena Adamek – córka Średniawy
- Andrzej Gazdeczka – sekretarz KW Andrzej Lewicki
- Andrzej Kozak – dozorca lotniska
- Wacław Ulewicz – Wacio Kulej
- Janusz Krawczyk – Leoś
- Tadeusz Pokrzywko – Józio
- Wanda Swaryczewska – żona Średniawy
- Aleksander Bednarz – kolega Matusiaka na przyjęciu (dubbing Bogusława Sochnackiego)
- Ryszard Filipski – gość na przyjęciu u Matusiaka
- Franciszek Trzeciak – badylarz na przyjęciu u Matusiaka

i inni. 

## O filmie
Motyw utalentowanego konstruktora lotniczego, budującego nowatorski prototyp samolotu we własnym mieszkaniu i zmagającego się z machiną biurokratyczną PRL-u zainspirowany został autentyczną historią konstruktora Jarosława Janowskiego i jego samolotu J-1 "Prząśniczka". Filmowy "Don Kichot" (eksportowa nazwa "Prząśniczki") to właśnie J-1, a w filmie wystąpił również sam Janowski (w scenie pierwszego lotu samolotu, jako pilot oblatywacz).   